# Sukamenak (Bantarujeg)
Sukamenak is een bestuurslaag in het regentschap Majalengka van de provincie West-Java, Indonesië. Sukamenak telt 3271 inwoners (volkstelling 2010).